# Bilal Kısa
Bilal Kısa (Merzifon, 22 juni 1983) is een Turks voormalig voetballer die doorgaans speelde als middenvelder. Tussen 2002 en 2020 was hij actief voor Fenerbahçe, İzmirspor, Malatyaspor, Ankaraspor, Ankaragücü, Karşıyaka, Karabükspor, Akhisar Belediyespor, Galatasaray, Bursaspor, Akhisar Belediyespor en Boluspor. Kısa maakte in 2006 zijn debuut in het Turks voetbalelftal en kwam uiteindelijk tot zeven interlands.

## Clubcarrière
Kısa begon zijn carrière in de jeugd van Osmancik Gücüspor, waarna hij via Yücespor in de opleiding van Fererbahçe terechtkwam. Voor die club speelde hij één wedstrijd, waarna hij de overstap maakte naar İzmirspor. Na daar één seizoen gespeeld te hebben, maakte de middenvelder de overstap naar Malatyaspor. Daar was hij twee jaar actief, waarna hij naar de hoofdstad trok om daar voor Ankaraspor te gaan voetballen. Drie seizoenen was Kısa basisspeler voor de club en in deze periode verdiende hij ook zijn eerste optreden voor het nationale elftal.
In 2009 werd de Turk voor de duur van een seizoen uitgeleend aan Ankaragücü, waarna hij voor een jaar bij Karşıyaka speelde. Kısa verkaste in 2011 naar Karabükspor. Anderhalf jaar later verliet de middenvelder die club om bij Akhisar Belediyespor te gaan voetballen. Tussen 2013 en 2015 speelde hij voor Akhisar.
In de zomer van 2015 haalde Hamza Hamzaoğlu, die zijn coach was bij Akhisar, hem naar Galatasaray. Voor die club speelde hij voor het eerst in zijn carrière Europees voetbal. Op 30 september 2015 debuteerde Kısa in internationaal verband, toen met 2–2 gelijkgespeeld werd op bezoek bij Astana in de groepsfase van de Champions League. Hij vormde een middenveld met Selçuk İnan en Wesley Sneijder. Op aangeven van Sneijder opende Kısa in de eenendertigste minuut de score. Negen minuten voor het einde van de wedstrijd verliet hij het veld voor Sinan Gümüş. In het seizoen 2015/16 kwam hij in tweeëntwintig competitiewedstrijden uit voor Galatasaray. Die club betrok hem, samen met Furkan Özcal en Sercan Yıldırım in de transfer van Serdar Aziz van Bursaspor. Kısa zette bij zijn nieuwe club zijn handtekening onder een verbintenis voor de duur van twee seizoenen.
In januari 2018 keerde Kısa terug naar Akhisar Belediyespor, waar hij een contract voor anderhalf jaar kreeg. Medio 2019 tekende hij voor één seizoen bij Boluspor. Na dat jaar zette hij een punt achter zijn carrière.

## Clubstatistieken
| Seizoen | Club                 | Competitie | Competitie | Competitie | Beker | Beker | Internationaal | Internationaal | Totaal | Totaal |
| Seizoen | Club                 | Competitie | Wed.       | Dlp.       | Wed.  | Dlp.  | Wed.           | Dlp.           | Wed.   | Dlp.   |
| ------- | -------------------- | ---------- | ---------- | ---------- | ----- | ----- | -------------- | -------------- | ------ | ------ |
| 2006/07 | Ankaraspor           | Süper Lig  | 29         | 5          | ?     | ?     | —              | —              | 29     | 5      |
| 2007/08 | Ankaraspor           | Süper Lig  | 23         | 1          | ?     | ?     | —              | —              | 23     | 1      |
| 2008/09 | Ankaraspor           | Süper Lig  | 29         | 2          | 6     | 2     | —              | —              | 35     | 4      |
| 2009/10 | Ankaraspor           | Süper Lig  | 2          | 0          | 0     | 0     | —              | —              | 2      | 0      |
| 2009/10 | → Ankaragücü         | Süper Lig  | 7          | 0          | 0     | 0     | —              | —              | 7      | 0      |
| 2010/11 | Karşıyaka            | 1. Lig     | 19         | 0          | 3     | 0     | —              | —              | 22     | 0      |
| 2011/12 | Karabükspor          | Süper Lig  | 24         | 3          | 6     | 1     | —              | —              | 30     | 4      |
| 2012/13 | Karabükspor          | Süper Lig  | 4          | 0          | 4     | 1     | —              | —              | 8      | 1      |
| 2012/13 | Akhisar Belediyespor | Süper Lig  | 16         | 1          | 0     | 0     | —              | —              | 16     | 1      |
| 2013/14 | Akhisar Belediyespor | Süper Lig  | 24         | 2          | 5     | 0     | —              | —              | 29     | 2      |
| 2014/15 | Akhisar Belediyespor | Süper Lig  | 31         | 6          | 4     | 0     | —              | —              | 35     | 6      |
| 2015/16 | Galatasaray          | Süper Lig  | 22         | 5          | 8     | 2     | 5              | 1              | 35     | 8      |
| 2016/17 | Bursaspor            | Süper Lig  | 13         | 0          | 3     | 0     | —              | —              | 16     | 0      |
| 2017/18 | Bursaspor            | Süper Lig  | 2          | 0          | 0     | 0     | —              | —              | 2      | 0      |
| 2017/18 | Akhisar Belediyespor | Süper Lig  | 11         | 0          | 3     | 0     | —              | —              | 14     | 0      |
| 2018/19 | Akhisar Belediyespor | Süper Lig  | 16         | 1          | 4     | 0     | 4              | 0              | 24     | 1      |
| 2019/20 | Boluspor             | 1. Lig     | 24         | 2          | 0     | 0     | —              | —              | 24     | 2      |
| Totaal  | Totaal               | Totaal     | 296        | 28         | 46    | 6     | 9              | 1              | 351    | 35     |

## Interlandcarrière
Kısa maakte in 2006 zijn debuut in het Turks voetbalelftal. Op 28 mei werd in een oefenduel met 1–1 gelijkgespeeld tegen Estland. De middenvelder mocht van bondscoach Fatih Terim zeventien minuten voor het einde van het duel invallen voor Halil Altıntop. De andere debutant dit duel was Murat Ocan (Istanbul BB). Na deze interland moest Kısa tot 2013 wachten op zijn tweede interland. Op 13 oktober 2014 speelde hij zijn zesde interland, toen hij in een kwalificatiewedstrijd voor het EK 2016 tegen Letland vijf minuten voor rust in mocht vallen voor Oğuzhan Özyakup. Twee minuten na de theepauze opende de middenvelder de score, waarna Valērijs Šabala vanaf de strafschopstip voor de 1–1 tekende. Dat was ook direct de eindstand.
| Interlands van Bilal Kısa voor Turkije | Interlands van Bilal Kısa voor Turkije | Interlands van Bilal Kısa voor Turkije | Interlands van Bilal Kısa voor Turkije | Interlands van Bilal Kısa voor Turkije | Interlands van Bilal Kısa voor Turkije |
| №                                      | Datum                                  | Wedstrijd                              | Uitslag                                | Competitie                             | Goals                                  |
| Als speler bij Malatyaspor             | Als speler bij Malatyaspor             | Als speler bij Malatyaspor             | Als speler bij Malatyaspor             | Als speler bij Malatyaspor             | Als speler bij Malatyaspor             |
| -------------------------------------- | -------------------------------------- | -------------------------------------- | -------------------------------------- | -------------------------------------- | -------------------------------------- |
| 1                                      | 28 mei 2006                            | Turkije – Estland                      | 1 – 1                                  | Vriendschappelijk                      |                                        |
| Als speler bij Akhisar Belediyespor    |                                        |                                        |                                        |                                        |                                        |
| 2                                      | 10 september 2014                      | Turkije – Noord-Ierland                | 1 – 0                                  | Vriendschappelijk                      |                                        |
| 3                                      | 10 oktober 2014                        | Turkije – Wit-Rusland                  | 2 – 1                                  | Vriendschappelijk                      |                                        |
| 4                                      | 12 november 2014                       | Ierland – Turkije                      | 1 – 2                                  | Vriendschappelijk                      |                                        |
| 5                                      | 1 april 2015                           | Verenigde Staten – Turkije             | 2 – 1                                  | Vriendschappelijk                      |                                        |
| 6                                      | 16 april 2015                          | Letland – Turkije                      | 1 – 1                                  | EK 2016 kwalificatie                   | 47'                                    |
| 7                                      | 5 september 2015                       | Turkije – Brazilië                     | 0 – 4                                  | Vriendschappelijk                      |                                        |

## Erelijst
| Competitie           |             |             |             |             |
| Competitie           | Aantal      | Jaren       |             |             |
| Galatasaray          | Galatasaray | Galatasaray | Galatasaray | Galatasaray |
| -------------------- | ----------- | ----------- | ----------- | ----------- |
| Türkiye Kupası       | 1           | 2015/16     |             |             |
| Süper Kupası         | 1           | 2015        |             |             |
| Akhisar Beledeyispor |             |             |             |             |
| Türkiye Kupası       | 1           | 2017/18     |             |             |
| Süper Kupası         | 1           | 2018        |             |             |